# DayZ (модификация)
DayZ, также ArmA 2: DayZ Mod — бесплатная многопользовательская модификация для компьютерной игры ArmA 2 и дополнения к ней Arma 2: Operation Arrowhead, созданная новозеландским геймдизайнером Дином Холлом. В то время как ArmA 2 представляет собой тактический шутер с открытым миром, детально симулирующий военные действия, DayZ превращает игру в постапокалиптический survival horror и симулятор выживания. Действие модификации происходит в вымышленном постсоветском государстве Черноруссия, жители которого в результате некоего катаклизма превратились в агрессивных зомби. Управляемый игроком персонаж должен выжить во враждебном окружении, избегая врагов и добывая в заброшенных зданиях оружие и припасы. Персонажу угрожают не только управляемые компьютером зомби и другие игроки, но и естественные факторы — голод, жажда, травмы и болезни. Смерть в игре является окончательной и необратимой — с гибелью персонажа игроку предлагается вступить в игру заново, создав нового персонажа и начав накопление припасов с нуля.
DayZ получила множество похвал и наград от игровой прессы как образец инновационного геймдизайна. В течение первых четырёх месяцев после выхода альфа-версии количество игроков в модификацию превысило миллион человек, при этом сотни тысяч игроков приобрели ArmA 2, только чтобы играть в модификацию. Холл первоначально занимался созданием модификации как любительским проектом, но позже был принят на работу в студию Bohemia Interactive, создавшую ArmA 2. Модификация была выпущена в законченном виде в 2013 году, но сообщество поклонников продолжало дополнять и перерабатывать её и в последующие годы; сама Bohemia Interactive переработала мод в самостоятельную игру, выпущенную в 2018 году. Успех DayZ повлиял на зарождение жанра королевских битв в конце 2010-х годов.

## Геймплей
Игровой процесс DayZ пытается изобразить реалистичный сценарий выживания, где персонажу со стороны игрового окружения угрожают различные опасности. Персонаж может повредить ноги и получить переломы костей, пулевые ранения или укусы зомби могут вызвать шок, столкновение с зомби или больных игроков в состоянии привести к инфекции, кровотечение — к потере сознания. Игрок должен контролировать показатели жажды и голода, находя в городах и дикой местности пищу и воду, при этом в выживании персонажа важную роль играет температура тела. Игра уделяет первоочередное внимание выживанию и человеческому фактору в условиях зомби-апокалипсиса — игрок должен прежде всего уделять внимание основные человеческим нуждам и сосредоточиться на ближайших целях, прежде чем думать о каких-либо долгосрочных стратегиях.
У игрока в DayZ нет иных целей, кроме выживания собственного персонажа — это сближает DayZ с виртуальными вселенными наподобие Second Life, где перед участниками не ставится каких-либо игровых задач. DayZ примечательна среди многопользовательских игр тем, что одновременно дает игрокам возможность ранить и убивать персонажей друг друга и не устанавливает никаких ограничений на то, как и почему они это могут делать. Мир DayZ полон анархии: смерть означает потерю всех предметов и необходимость начать игру с самого начала — при встрече с другим игроком персонаж, не успевший найти достаточно хорошего снаряжения, легко может быть ограблен или убит. В 2012 году официальный сайт модификации оповещал, что средняя игровая сессия от создания персонажа до его гибели составляет 1 час 5 минут. Хотя успех нередко требует сотрудничества игроков, в модификации нет сторон или команд и различия между друзьями и врагами: любой временный союз игроков может распасться в любой момент, и доверять незнакомцам опасно — мнимо дружелюбный игрок может атаковать своих спутников.

## Разработка
Создатель модификации Дин Холл задумался о создании подобной игры во время собственной службы в армии Новой Зеландии: он считал, что в рамках подготовки солдат было бы полезно проводить их через виртуальные ситуации, провоцирующие эмоции и мысли. На замысел Холла также повлияло участие в программе обмена опытом вооруженных сил Сингапура — в рамках этой программы он прошел курс выживания в дикой природе в лесах Брунея, на себе испытав голод и лишения. Создавая модификацию, Холл хотел создать для игрока ощущения погружения, принуждая его испытывать эмоции и подвергаться стрессу как неотъемлемой части игрового процесса.
8 августа 2012 года было объявлено, что Bohemia Interactive займется превращением модификации в самостоятельную игру. 22 января 2018 года было объявлено о прекращении выпуска обновлений для модификации.

## Рецензии и награды
Модификация снискала значительную популярность среди игроков. К августу 2012 года, спустя четыре месяца после публикации в сети первых версий модификации, количество игроков в DayZ превысило миллион. Популярность модификации подстегнула продажи оригинальной игры ArmA 2 — сразу после выхода первой публичной альфа-версии DayZ в мае 2012 года ArmA 2, к этому моменту уже относительно устаревшая, возглавила рейтинг самых продаваемых игр Steam.
Игровые сайты Kotaku и Eurogamer описывали модификацию как «лучшую игру про зомби, сделанную до сих пор». Портал IGN отметил, что модификация стала одной из самых популярных в мире игр для PC, а журнал PC Gamer назвал её одной из самых важных вещей, произошедших с компьютерными играми в 2012 году, а также включил в свой список пяти самых страшных компьютерных игр всех времен.

### Награды
- Номинация в категории «Интернет Инновация» на Game Developers Conference Online Awards 2012.[18]
- PC Gamer назвал игру DayZ лучшей в номинации «Модификация года 2012».[19]
- Good Game назвал игру DayZ лучшей в номинации «Quiet Achiever 2012».[20]
- PC PowerPlay назвал игру DayZ лучшей в номинации «Игра года 2012» и поставил игру на пятое место в списке ста лучших игр.[21]